# Aylagas
Aylagas es una localidad española del municipio de Valdemaluque, perteneciente a la provincia de Soria, en la comunidad autónoma de Castilla y León.

## Situación
Está situado al noroeste de la provincia, a 19 km de El Burgo de Osma, muy cercano al parque natural del Cañón del Río Lobos y a una distancia de 54 km de la ciudad de Soria. Forma parte de la comarca de las Tierras del Burgo y del partido judicial de El Burgo de Osma.

## Historia
Su fundación posiblemente se remonte sobre mediados del siglo XIII. La primera referencia escrita de la población es del año 1302.
En el censo de 1879, ordenado por el conde de Floridablanca, figuraba como lugar del partido de Ucero en la intendencia de Soria, con jurisdicción de abadengo y bajo la autoridad del alcalde pedáneo, nombrado por el obispo de Osma. Contaba entonces con 175 habitantes.
A la caída del Antiguo Régimen la localidad se constituyó en municipio constitucional en la región de Castilla la Vieja que en el censo de 1842 contaba con 35 hogares y 120 vecinos. A mediados del siglo XIX, crece el término del municipio porque incorpora a Cubillos.
El municipio de Aylagas desapareció en 1969, al fusionarse con el de Valdemaluque.

## Demografía
| Gráfica de evolución demográfica de Aylagas entre 1842 y 1960 |
| |
| Población de derecho según los censos de población del INE Población de hecho según los censos de población del INE.Entre el censo de 1857 y el anterior, crece el término del municipio porque incorpora a 425035 (Cubillos) Entre el censo de 1970 y el anterior, este municipio desaparece porque se integra en el municipio 42194 (Valdemaluque) |

En el año 1981 contaba con 46 habitantes, concentrados en el núcleo principal, pasando a 25 en 2010, 15 varones y 10 mujeres.
| Gráfica de evolución demográfica de Aylagas entre 2000 y 2010                                    |
|                                                                                                  |
| Población de derecho (2000-2010) según los censos de población del INE a 1 de enero de cada año. |

## Medio ambiente
Destaca su valor ecológico, pues su término linda con el parque natural del Cañón del Río Lobos. Su sabinar forma parte del L.I.C. de la sierra de Cabrejas dada su buena conservación.

## Fiestas
Sus fiestas patronales se celebran a finales del mes de agosto en los días 20 y 21. Anteriormente se celebraban en el mes de octubre.